# Gmina Vårgårda
Gmina Vårgårda (szw. Vårgårda kommun) – gmina w Szwecji, w regionie Västra Götaland, z siedzibą w Vårgårda.
Pod względem zaludnienia Vårgårda jest 202. gminą w Szwecji. Zamieszkuje ją 10 680 osób, z czego 49,31% to kobiety (5266) i 50,69% to mężczyźni (5414). W gminie zameldowanych jest 423 cudzoziemców. Na każdy kilometr kwadratowy przypada 24,91 mieszkańca. Pod względem wielkości gmina zajmuje 190. miejsce.